# Düzköy, Borçka
Düzköy là một xã thuộc huyện Borçka, tỉnh Artvin, Thổ Nhĩ Kỳ. Dân số thời điểm năm 2010 là 841 người.